# Veverka (Rokytnice nad Rokytnou)
Veverka je osada obce Rokytnice nad Rokytnou. Leží na samém severu katastrálního území Rokytnice. Nadmořská výška činí 567 m n. m.
Veverku s Rokytnicí spojuje v severozápadním směru silnice č. III/4056, obě sídla dělí asi 1,5kilometrová vzdálenost. Dál na severozápad od Veverky, jižně od Chlístova pramení řeka Rokytná; ještě jako potůček podtéká silnici č. I/23, na jihu míjí Veverku, podtéká silnici na Rokytnici a polem pokračuje na jihovýchod k Rokytnici. Na západě Veverky Rokytná napájí malý rybník.
Veverka byla začátkem 20. století kolonií o pěti chalupách a s hospodou. V roce 2009 je zde evidováno osm čísel popisných: 49, 50, 51, 52, 53, 54 a novější 99 a 247.